# HITGS
HITGS는 2025년 4월 28일에 데뷔한 에이치뮤직엔터테인먼트 소속의 대한민국 5인조 다국적 걸 그룹이다.
그룹명으로 사용 중인 'HITGS'란, Hip, Innocent, Teenager, Girls, Story의 약자로, 멤버들이 좋아하는 모든 것들에 대한 이야기를 함축적으로 담아낸 뜻에서 비롯된 말이다.

## 구성원
| 이름 | 소개 |
| ---- | --- |
| 서진 | - 본명 : 양서진 - 생년월일 : 2008년 4월 16일(17세) - 출생지 : 대한민국 - 활동기간 : 2025년 4월 28일 ~ 현재                    |
| 비비 | - 본명 : Lǚ Kēwēi (吕柯薇) - 생년월일 : 2006년 6월 3일(19세) - 출생지 : 홍콩 - 활동기간 : 2025년 4월 28일 ~ 현재              |
| 서희 | - 본명 : 최서희 - 생년월일 : 2009년 5월 11일(16세) - 출생지 : 대한민국 - 활동기간 : 2025년 4월 28일 ~ 현재                    |
| 혜린 | - 본명 : 조혜린 - 생년월일 : 2009년 12월 10일(15세) - 출생지 : 대한민국 - 활동기간 : 2025년 4월 28일 ~ 현재                   |
| 이유 | - 본명 : 이안 - 생년월일 : 2010년 3월 26일(15세) - 출생지 : 일본 교토부 - 국적 : 대한민국 - 활동기간 : 2025년 4월 28일 ~ 현재 |

## 음반

### 싱글
- 2025년 4월 28일 《Things We Love : H》

### 디지털 싱글
- 2025년 6월 2일 《Gross》
- 2025년 7월 7일 《Charizzma》